# Teena Marie
Teena Marie, kunstnernavn for Mary Christine Brockert (5. marts 1956 – 26. december 2010), som var en amerikansk R&B-sangerinde, musiker, sangskriver og producer, der var kendt som den "hvide" R&B-sangerinde og "soulens elfenbensdronning".
Teena Marie var eurasisk amerikaner, men voksede op i et afroamerikansk miljø, som hun var kraftigt påvirket af. Hun sang fra hun var ganske lille og blev opdaget af Rick James efter at være blevet introduceret til Motown-chefen Berry Gordy. James blev sammen med guitaristen Paul Saenz hendes støtter, og hendes debutalbum Wild and Peaceful, der udkom i 1979, indeholdt materiale, der egentlig var tiltænkt Diana Ross, men Rick James fik gennemtrumfet, at Marie i stedet fik det. James og Marie sang duetten "I'm Just a Sucker for Your Love" på albummet, og dette nummer blev hendes første hitsingle. Hun indspillede efterfølgende yderligere tre album for Motown, inden hun ragede uklar med selskabet om hendes kontrakt og skiftede til Epic Records i 1983. 
Her var Teena Marie i otte år og indspillede fem album. Hendes måske største hit "Ooo La La La" udkom i 1988 og nåede førstepladsen på R&B-hitlisten i USA. Efter tiden hos Epic indspillede hun yderligere fire album på tre forskellige plademærker, og af dem opnåede La Doña den bedste placering med en sjetteplads på den generelle amerikanske hitliste i 2004. Hun var aktiv indtil sin død.